# Зуєвка (Караідельський район)
Зу́євка (рос. Зуевка, башк. Зуевка) — присілок у складі Караідельського району Башкортостану, Росія. Входить до складу Ургушівської сільської ради.
Населення — 107 осіб (2010; 132 у 2002).
Національний склад:
- росіяни — 76 %